# Sielsowiet zwannowski
Sielsowiet zwannowski (ros. Званновский сельсовет) – jednostka administracyjna (osiedle wiejskie) wchodząca w skład rejonu głuszkowskiego w оbwodzie kurskim w Rosji.
Centrum administracyjnym sielsowietu jest wieś (ros. село, trb. sieło) Zwannoje.

## Geografia
Powierzchnia sielsowietu wynosi 109,83 km².

## Historia
Status i granice sielsowietu zostały określone ustawami z 2004 i z 2010 roku.

## Demografia
W 2017 roku sielsowiet zamieszkiwało 1959 mieszkańców.

## Miejscowości
W skład sielsowietu wchodzą miejscowości: Zwannoje, Budki, Leszczinowka.